# Coquillettidia fijiensis
Coquillettidia fijiensis är en tvåvingeart som först beskrevs av John Nicholas Belkin 1962.  Coquillettidia fijiensis ingår i släktet Coquillettidia och familjen stickmyggor.
Artens utbredningsområde är Fiji. Inga underarter finns listade i Catalogue of Life.